# Luis Muriel
Luis Fernando Muriel Fruto (Santo Tomás, Colòmbia, 16 d'abril de 1991) és un futbolista colombià que juga com a davanter a l'Atalanta de la Serie A d'Itàlia.

## Trajectòria
Muriel va començar la seva carrera professional el 2009 al Deportivo Cali de la Primera A colombiana. L'any següent va fitxar per l'Udinese Calcio de la Serie A italiana, però va ser cedit al Granada CF de la Segona Divisió espanyola. La temporada següent va tornar a ser cedit al Lecce de la Serie A italiana. L'estiu de 2012 va tornar a l'Udinese, amb el qual va jugar fins al 2015, quan va fitxar per la Sampdoria. El 2017 va fitxar pel Sevilla FC, de la Primera Divisió espanyola. El 2019 va fitxar per l'Atalanta de la Serie A italiana.
Muriel ha estat internacional amb la selecció de Colòmbia, amb la qual va disputar la Copa del Món de 2018.